# Galicisch-portugiesische Sprache

Entwicklung der letzten 1000 Jahre

Die galicisch-portugiesische Sprache (galego-português oder galaico-português im Portugiesischen bzw. galego-portugués oder galaico-portugués im Galicischen) war eine westiberische romanische Sprache, die im Mittelalter im Nordwesten der Iberischen Halbinsel verwendet wurde. Sie wurde zuerst in der Gegend zwischen der kantabrischen Küste im Norden bis zum Fluss Douro im Süden gesprochen und verbreitete sich dann im Zuge der Wiederbesiedlung mit der Entstehung Portugals und der portugiesischen Reconquista weiter in Richtung Süden.

## Galicisch-portugiesische Sprache

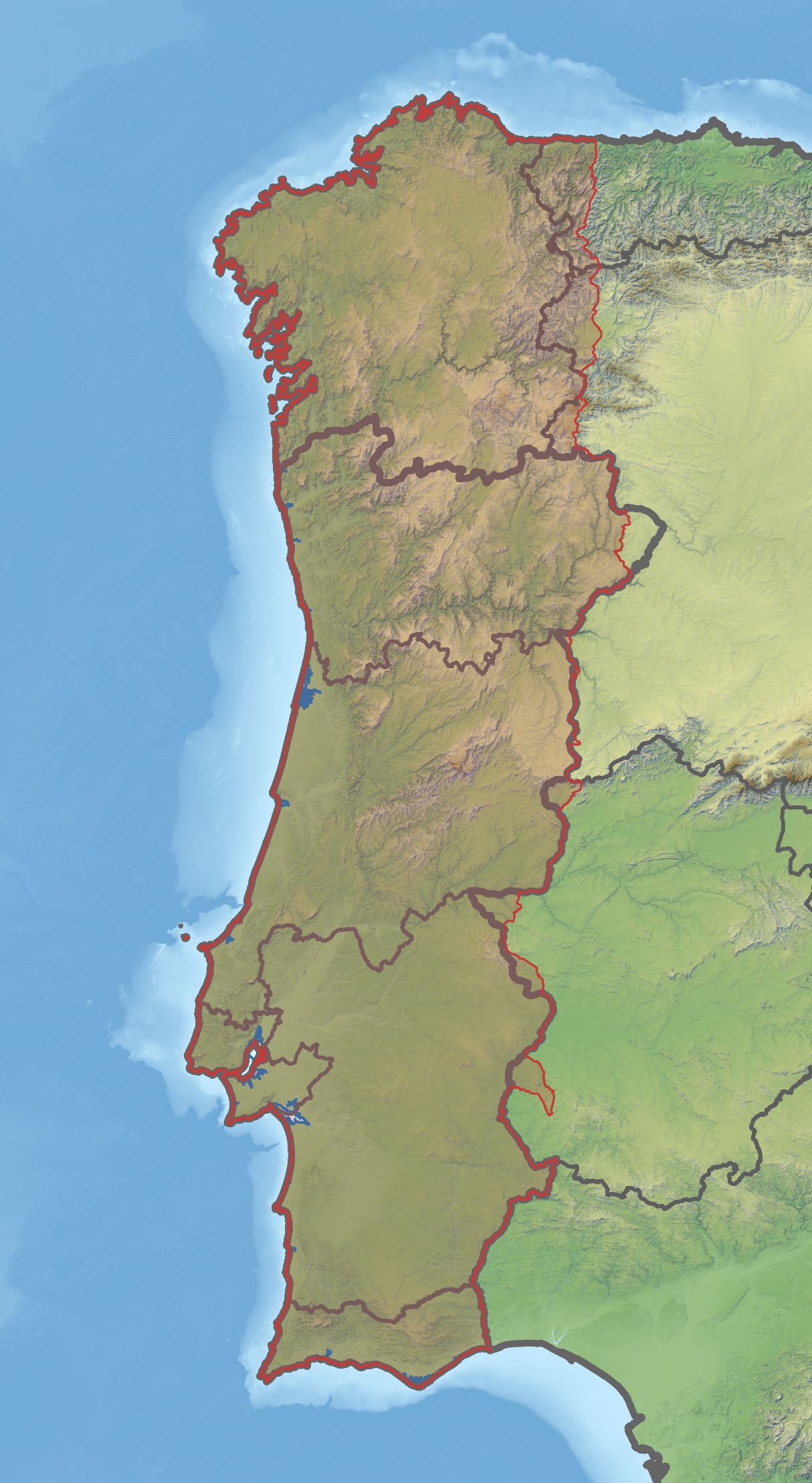
Das heutige galicisch-portugiesische Diasystem mit seiner geographischen Ausdehnung auf der Iberischen Halbinsel.

Aus der galicisch-portugiesischen Sprache hat sich gleichermaßen das heutige Galicische und die portugiesische Sprache entwickelt sowie A Fala, eine Sprache, die noch im Jálama-Tal in der spanischen Provinz Cáceres nahe der portugiesischen Grenze gesprochen wird. Galicisch-Portugiesisch ist im 8. bis 9. nachchristlichen Jahrhundert in dem Gebiet entstanden, das heute den Norden Portugals und die spanische Region Galicien bildet. Das Galicisch-Portugiesische war eine zunächst nur mündlich verwendete romanische Vernakularsprache, während in der Schriftsprache lange Zeit weiterhin Latein benutzt wurde. Die Sprache entwickelte sich im Hochmittelalter (13./14. Jahrhundert) zur wichtigsten Sprache der Lyrik auf der Iberischen Halbinsel und nahm damit über das engere Sprachgebiet hinaus eine bedeutende kulturelle Rolle in der Literatur der christlichen Herrschaftsbereiche im Westen der Halbinsel ein, vergleichbar mit der okzitanischen Sprache in Frankreich und Italien desselben Zeitraums („Troubadorensprache“).
Das älteste bekannte Dokument, das neben dem lateinischen Text auch einige Worte in galicisch-portugiesischer Volkssprache enthält, ist die Doação à Igreja de Sozello, eine Schenkungsurkunde, die um das Jahr 870 abgefasst wurde. Viele der damals im portugiesisch-galicischen Raum entstandenen lateinischen Urkunden enthalten bereits romanische Formen. Die Notícia de fiadores (eine Bürgschaftsurkunde aus dem Jahre 1175) und der Pacto dos irmãos Pais (eine wahrscheinlich aus dem Jahre 1173 stammende Erbvereinbarung) sind die ältesten bekannten Handschriften, die in galicisch-portugiesischer Sprache abgefasst sind. Die frühesten dichterischen Zeugnisse der Sprache stammen aus der Zeit um 1100 und umfassen diverse Liedsammlungen („Cancioneiros“).
Die wichtigsten noch existierenden Quellen galicisch-portugiesischer Dichtkunst sind:
- Die Cantigas de amigo des galicischen Trobadors Martim Codax (13. Jahrhundert)
- Die vier Kodizes der Cantigas de Santa Maria
- Cancioneiro de Ajuda
- Cancioneiro da Vaticana
- Cancioneiro Colocci-Brancuti, auch bekannt als Cancioneiro da Biblioteca Nacional (Lissabon)
- Cancioneiro dun Grande de Espanha
- Pergaminho Vindel
- Pergaminho Sharrer
- Os 5 lais de Bretanha
- Tenzón entre Afonso Sánchez e Vasco Martíns de Resende

## Charakteristische Schreibweisen
Für das Phonem /ʎ/ (lateral palatal), das derzeit mit ll (Galicisch) geschrieben wird; "lh" (Portugiesisch).
Für das Phonem /ɲ/ (nasal palatal), das derzeit mit "ñ" (Galicisch); "nh" (Portugiesisch) geschrieben wird.

## Linguistische Beschreibung

### Phonologie

#### Vokalismus
Im Vergleich zum heutigen Galicisch, aber nicht zum Portugiesischen, war das herausragendste Merkmal des mittelalterlichen Vokalismus die Existenz von Nasalvokalen, die aus dem Verlust eines intervokalischen /n/ resultierten: lanam > lãa.
Im Gegensatz zum heutigen Galicisch waren viele Vokalgruppen zweisilbig, die im heutigen Galicisch eine Silbe bilden (ve-er für ver).

#### Konsonantismus
Eines der wichtigsten Merkmale der mittelalterlichen galicisch-portugiesischen Phonologie ist die Existenz von drei Zischlautpaaren, die sich im Portugiesischen und Galicischen unterschiedlich entwickelt haben:
- Das Paar der prädorsodentalen Affrikaten /dz/ und /ts/ (stimmhaft und stimmlos) konvergierte im Galicischen zum interdentalen stimmlosen Frikativ, der dem Spanischen gemeinsam ist, /θ/; im Portugiesischen blieb die Opposition in Bezug auf die Stimmhaftigkeit /z/ und /s/, jetzt prädorsodentale Frikative, erhalten.
- Das Paar der alveolaren Frikative /z/ und /s/ konvergiert im heutigen Galicisch im stimmlosen Konsonanten /s/, aber der Unterschied im Artikulationspunkt mit dem interdentalen /θ/ bleibt erhalten: paso /paso/ vs. pazo /paθo/, während im Portugiesischen dieses Paar mit dem vorherigen konvergiert, werden die beiden Paare auf eines reduziert, dessen zwei Elemente in Bezug auf die Sonorität, aber nicht auf den Artikulationspunkt (predorsodental) entgegengesetzt sind: passo /pasu/ und paço /pasu/ werden gleich ausgesprochen.
- Das letzte Paar, das der postveolaren oder präpalatalen Frikative, entwickelte sich im Galicischen, indem es dem Trend der vorherigen und des Spanischen folgte, d. h. die Opposition in der Sonorität /ʃ/ und /ʒ/ konvergieren in /ʃ/ CASEUS > queijo /kejʒo/ > queixo /kejʃo/; im Portugiesischen wird das Paar /ʃ/ und /ʒ/ beibehalten: /kajʒu/ und /kajʃu/, aber die galicisch-portugiesische Affrikate /tʃ/, die im Galicischen noch erhalten ist, wurde im größten Teil des portugiesischen Gebietes deaffriziert, ebenso wie /dz/ und /ts/ und verschmilzt mit dem stimmlosen präpalatalen Frikativ /ʃ/: /ʃamar/ im Portugiesischen, /tʃamar/ im Galicischen.

Mit anderen Worten: Sowohl das Portugiesische als auch das Galicische neigten dazu, das komplexe mittelalterliche Zischlautsystem auf unterschiedliche Weise zu vereinfachen. Das Portugiesische entschied sich für die Aufhebung der Differenzierung in Bezug auf den Artikulationspunkt wie der hispanoamerikanische und der andalusische Akzent des Spanischen, während das Galicische sich für die Aufhebung der Opposition in der Sonorität entschied.